# Joshua Dunkley-Smith
 Joshua Dunkley-Smith (Melbourne, 28 juni 1989) is een Australisch roeier. Hij nam tweemaal deel aan de Olympische Spelen en won hierbij tweemaal zilveren medaille.

## Biografie
Dunkley-Smith won vijf medailles op een WK: in 2010 maakte hij deel van de Australische acht die naar brons roeide bij de acht-met-stuurman.  Op het WK 2011 behaalde hij opnieuw brons, dit keer op de vier-zonder-stuurman. In 2013 en 2015 was er zilver, in 2014 nog een bronzen medaille.
In 2012 nam Dunkley-Smith deel aan de Olympische Spelen. Samen met Drew Ginn, William Lockwood and James Chapman  nam hij deel aan de vier-zonder. Het Australische viertal roeide naar een zilveren medaille achter het Britse viertal. Vier jaar later op de Olympische Spelen in Rio de Janeiro won Dunkley-Smith weer zilver in dezelfde, en wederom achter de Britten.

## Palmares

### Vier zonder
- 2011:  WK
- 2012:  OS Londen
- 2013:  WK
- 2014:  WK
- 2015:  WK
- 2016:  OS Rio de Janeiro

### Acht
- 2009: 7e WK
- 2010:  WK